# Annika Kjærgaard
Annika Eva Ingegerd Kjærgaard, även känd under artistnamnet Annikafiore, född Johansson den 18 maj 1971 i Hässleholm, är en svensk sångare.

## Biografi
Kjærgaard är född i Hässleholm och uppvuxen i Bjärnum. Hon har studerat på Balettakademin i Göteborg, där hon gick i 3 år. Hon har körat bakom E-type och har tidigare varit medlem i grupperna The Dreamettes och Primitive Cool. Annika Kjærgaards stora genombrott kom när hon gick med i discogruppen Alcazar. Med tre album och 13 singlar upplevde Alcazar stora framgångar i både Sverige och övriga Europa. Den 27 juni 2007 blev det känt genom en artikel i Aftonbladet att hon blivit sparkad från Alcazar.
Annika Kjærgaard är en av medlemmarna i gruppen Avatar versus Eve tillsammans med Mitch.

## Privatliv
Annika Kjærgaard gifte sig 25 september 2004 med danske Jeppe Kjærgaard. Paret bosatte sig 2007 i Höllviken i Skåne. De har två söner och en dotter.

## Diskografi
Alcazar album
- 1999–2002: Casino

Albumet släpptes i Sverige, UK, Taiwan, Japan, Australien, USA & Europa.
- 2003–2004: Alcazarized

Albumet släpptes i Sverige, Tyskland, Asien, Japan, Taiwan, Korea
- 2004: Dancefloor Deluxe [2CD]

Albumet släpptes i Sverige & Finland
- 2005: Dancefloor Deluxe

Albumet släpptes i Sverige & Tyskland
Alcazar singlar
- 2024: Just like that (I like it)
- 2005: Start the Fire
- 2005: Alcastar
- 2004: Here I Am
- 2004: Physical
- 2004: This is the World We Live in
- 2003: Love Life
- 2003: Someday
- 2003: Ménage à trois
- 2003: Not a Sinner nor a Saint
- 2002: Don't You Want Me
- 2001: Sexual Guarantee
- 2001: Crying at the Discoteque
- 2000: Ritmo del Amor
- 1999: Shine On

A.v.E album
A.v.E singlar
- 2008: I've Still Got The Highest Heels In The Room
- 2009: Party People
- 2009: I'm On Fire (feat.Sophie Rimheden)

Solosinglar
- 2010: Forbidden Love
- 2011: Don't wanna C U 2nite
- 2011: Love 2 Live
- 2012: Don't wanna C U 2nite (Piol remix)

Solo EP
- 2011: Preaching To the Choir
- 2012: Recovered

## Teater

### Roller
| År   | Roll               | Produktion                                          | Regi         | Teater         |
| ---- | ------------------ | --------------------------------------------------- | ------------ | -------------- |
| 1993 | Anni-Frid Lyngstad | Abba – The True Story Måns Herngren och Hannes Holm | Mikael Hylin | Berns salonger |